# Ⱦ
La T con barra oblicua (Mayúscula: Ⱦ minúscula: ⱦ), es una letra adicional formada a partir de una T diacrítica por una barra oblicua.  Se utiliza en el alfabeto de Saanich, dialecto de Straits Salish.

## Codificación
La T con barra oblicua se puede representar con los siguientes caracteres en Unicode:
| forma     | representación | puntos de código | descripción                                |
| --------- | -------------- | ---------------- | ------------------------------------------ |
| Mayúscula | Ⱦ              | U+023E           | Letra mayúscula latina T con barra oblicua |
| minúscula | ⱦ              | U+2C66           | Letra minúscula latina T con barra oblicua |